# La Maison des feuilles
Ne doit pas être confondu avec Maison des Feuilles.
La Maison des feuilles (titre original en anglais : House of Leaves) est le premier roman de Mark Z. Danielewski, paru en 2000 chez Pantheon Books. Les Lettres de Pelafina, originellement contenues à l'intérieur du livre, ont fait l'objet d'une publication indépendante. En français, le roman est paru en 2002 chez Denoël, puis en 2022 chez Monsieur Toussaint Louverture, dans une traduction de Christophe Claro.
La Maison des feuilles a été décrite par certains critiques comme une « satire de la critique universitaire » ou comme un « roman fantastique existentialiste ». Selon le journaliste et écrivain Nicolas Martin, lire La Maison des feuilles, « c'est une expérience qui va au-delà de la stricte expérience de lecteur. C'est se plonger dans un labyrinthe textuel qui sollicite à la fois la curiosité, la raison, la peur, l'excitation, l'angoisse, c'est une immersion dans un système qui ne se laisse jamais saisir, qui ne cesse de se dérober sous nous, sous nos attentes, sous nos projections ».

## Résumé
La Maison des feuilles est d'abord le récit à la première personne de Johnny Errand, employé dans un atelier de tatouage de Los Angeles. Un soir, il reçoit un coup de fil de son ami Lude lui enjoignant de le rejoindre afin de visiter l'appartement d'un vieil aveugle nommé Zampanò, récemment décédé.
Dans l'appartement, les deux hommes découvrent un manuscrit rédigé par Zampanò lui-même, l'étude académique d'un film documentaire intitulé le Navidson Record.
La suite du roman alterne entre les écrits de Zampanò sur le film, les interjections[Quoi ?] biographiques de Johnny et de brèves notes d'éditeurs non identifiés, le tout étant tissé en de longues notes de bas de page. Un quatrième narrateur survient à la fin du roman, la mère de Johnny, dans une série de lettres intitulées Les Lettres de Whalestoe. 
Chaque trame narrative est imprimée dans une police différente, facilitant la compréhension du roman.
En plusieurs passage, Zampanò élabore une théorie dite du Minotaure selon laquelle la maison serait une sorte de labyrinthe abritant un monstre comparable au Minotaure. Ces passages apparaissent rayés, Zampanò les ayant lui-même supprimés. 

### LeNavidson Record
Les textes trouvés chez Zampanò traitent d'abord de la famille Navidson : Will, sa femme Karen et leurs deux enfants, alors qu'ils emménagent en Virginie.
En revenant d'un voyage à Seattle, la famille Navidson découvre un changement dans leur maison. Un espace de la taille d'un cabinet clos derrière une porte apparaît inexplicablement là où il n'y avait auparavant qu'un mur blanc. Une seconde porte apparaît alors non loin, qui mène à la chambre des enfants. Enquêtant sur ce phénomène, Will découvre que les mesures internes de la maison excèdent ses mesures externes. Il n'y a d'abord que quelques centimètres de différence, mais à mesure que le temps passe, l'intérieur de la maison se trouve visiblement en expansion. Un troisième changement survient ensuite de lui-même : un couloir sombre et froid apparaît dans le mur de leur salon. Sa longueur suggère que le couloir devrait s'étendre dans leur jardin, mais tel n'est pas le cas. Will filme cet endroit étrange, faisant une boucle autour de la maison pour montrer cet espace qui devrait être mais n'existe pas. Le film s'appellera par la suite Le Couloir de cinq minutes et demie. Quelque temps plus tard, on découvre que le couloir mène à un complexe labyrinthique, constitué d'une large pièce (« l'antichambre »), donnant sur un espace aux proportions gigantesques (le « grand hall »), dans lequel se trouve un énorme escalier en spirale qui semble descendre à l'infini. Chaque passage dévoile également une multitude de corridors et de pièces annexes. Les murs, sols et plafonds de ces nouvelles pièces ne comprennent aucun signe distinctif, se fondant en une surface gris cendre. L'unique son qui trouble le parfait silence de ces lieux est un grondement périodique à la source indéfinissable.
Navidson, photoreporter de profession, ressent le besoin d'explorer pour documenter les nouveaux espaces de la maison. Il se constitue alors une équipe de quelques hommes courageux, avec qui il effectue une mission d'exploration. Will édite finalement ce qu'il a filmé. Ces enregistrements sont réunis sous le nom de Navidson Record.
La narration de Zampanò est cependant remplie d'informations déroutantes. Il est mentionné, par exemple, que le Navidson Record a acquis une notoriété internationale. Des autorités telles que Stephen King, Ken Burns, ou Jacques Derrida auraient été interviewées à propos du film. Pourtant, lorsque Errand mène sa propre enquête, il ne trouve aucune histoire de la maison, aucune preuve des événements vécus par la famille Navidson, et rien qui permette d'établir que le film ait jamais existé en dehors du texte de Zampanò.

### L'histoire de Johnny
Une histoire adjacente se développe dans les notes de bas de page, détaillant la vie de Johnny à mesure qu'il assemble les notes de Zampanò. Il est difficile de dire si l'obsession de Johnny pour les écrits du vieil homme et sa paranoïa subséquente sont la conséquence d'usage de drogues, de folie ou l'effet des écrits eux-mêmes. Johnny raconte également ses histoires amoureuses, son désir pour une strip-teaseuse qu'il appelle Pan-pan, et ses virées avec Lude. On découvre également des épisodes violents de son enfance, vécue auprès d'un beau-père abusif. Les lettres de Whalestoe, que sa mère Pelafina rédige depuis l'institut psychiatrique où elle est internée, apportent également d'autres éléments de compréhension sur le passé de Johnny.

### Les lettres de Whalestoe
Cette histoire est incluse dans un appendice proche de la fin du livre, ainsi que dans son propre livre, séparé de la Maison des feuilles. Il s'agit des lettres de la mère de Johnny adressées à ce dernier depuis un hôpital psychiatrique. Les lettres sont d'abord normales, mais deviennent de plus en plus incohérentes à mesure que Pelafina est atteinte de paranoïa. Elles recèlent cependant de multiples messages secrets que Pelafina adresse à son fils, chargé de les décoder.

## Personnages

### Personnages de l'histoire de Johnny Errand

#### Johnny Errand
Au début du livre, Johnny Errand est un jeune homme raisonnablement attirant, qui cherche à s'installer à Los Angeles où il travaille dans un salon de tatouage. Assez instable psychologiquement, il mentionne lui-même une paranoïa schizophrénique, qu'il explique peut-être par son usage de stupéfiants. 
C'est avec son grand ami Lude qu'il pénètre de nuit dans l’appartement d'un vieil homme, Zampanò, avant que celui-ci ne soit vidé. Ils découvrent une pièce aux fenêtres clouées et calfatées, contenant un nombre de documents incroyable : « d’infinis enchevêtrements de mots, signifiant parfois quelque chose, parfois rien du tout [...] des mots écrits à la main, tapés à la machine ; des mots surchargés, barrés, corrigés ; lisibles, illisibles ; incompréhensibles ». Il entre alors en possession de cet immense manuscrit, une étude académique menée par le vieil homme.
À mesure qu'il édite ce texte captivant, il commence à perdre prise sur la réalité, et sa vie s'érode autour de lui. Il cesse de se laver, mange rarement, ne travaille plus et prend de la distance vis-à-vis de son entourage, notamment de son ami Lude.

#### Zampanò
Zampanò est un écrivain aveugle et graphomane de plus de quatre-vingts ans, qui ne sort de chez lui que pour se promener dans une cour d'immeuble peuplée de nombreux chats, et que ses voisins décrivent comme excentrique. À sa mort, on découvre dans son appartement une multitude de documents éparpillés au sol, que Johnny va récupérer. Il s'agit du Navidson Record. 
La cécité du personnage rappelle certains auteurs tels que Homère, John Milton ou J.L. Borges.
Des jeunes femmes bénévoles lui font la lecture ou prennent des notes pour lui.

#### Pelafina H. Lièvre
Pelafina, à qui l'on se réfère plus communément sous le nom de « P. », est la mère de Johnny, placée en institut psychiatrique. Son état mental s'y dégrade peu à peu. Elle adresse à son fils de nombreuses lettres, qui constituent un appendice du roman.
Le directeur de l'institut de Whalestoe écorche son nom, et « Lièvre » devient « Livre » (les deux termes étant en français dans la version originale). Ce nom est peut-être une référence au lapin blanc du roman Alice au pays des merveilles, lequel ressemble à La Maison des Feuilles par son caractère déroutant, labyrinthique, et la découverte d'espaces inconnus en des lieux que l'on croyait familiers.

#### Personnages mineurs de l'histoire de Johnny
Lude : Coiffeur de profession, grand fêtard et grand séducteur, c’est le meilleur ami de Johnny Errand. A la mort de son voisin Zampanò, il partage la nouvelle à Johnny qui cherche un logement. 
Lorsque celui-ci s'enferme dans l'appartement, Lude s’inquiète peu à peu de l'état de santé de son ami, que les documents obsèdent progressivement.
Pan-pan : Strip-teaseuse, c’est une cliente régulière du salon de tatouage où travaille Johnny. Celui-ci fréquente de nombreuses femmes, mais semble fasciné par Pan-pan. L'intérêt est réciproque puisque Pan-pan téléphone à Johnny après plusieurs semaines sans le voir au salon de tatouage. Le lecteur ne connaîtra jamais son véritable nom puisqu'au moment où Johnny veut le lui demander, ils sont au téléphone et la ligne est coupée.
Kyrie : Jeune femme allemande qui traduit pour Johnny les phrases en allemand écrites par Zampanò. 

### Personnages duNavidson Record

#### Will Navidson
C'est le personnage principal du Navidson Record, un des récits internes à l’histoire. Jeune homme, il passe quelques années dans l’armée. Il y découvre le métier de photoreporter, qui le poussera à travailler dans des régions du monde déchirées par la guerre. Son implication dans ces conflits l’affecte grandement, et il souhaite finalement s’en éloigner. En quête “d’un endroit où boire de la citronnade sous le porche en regardant le soleil se lever”, il déménage dans une maison en Virginie avec sa femme, Karen, et leurs deux enfants, Chad et Daisy. Mais lorsque des phénomènes surnaturels se produisent chez lui, Will cède à son goût de l’aventure et éprouve le besoin de partir à la découverte des nouvelles pièces qui se sont formées dans sa maison, afin de produire un documentaire. Sa femme s’y oppose, et l’événement va bouleverser leur relation.
Le personnage est inspiré de Kevin Carter. Le photographe et son œuvre sont mentionnés dans le roman dans la note de la page 376 de l'édition Monsieur Toussaint Louverture. Plus loin (p. 400), il est clairement dit que Wil Navidson a reçu le Prix Pulitzer pour la photo d'une fillette soudanaise affamée suivie par un vautour.

#### Karen Green
Ancienne mannequin et désormais mère de deux enfants, Karen est la compagne de Will. Souhaitant donner un nouveau départ à sa relation, qui est sur le fil, elle est à l’origine du déménagement de sa famille en Virginie. Étrangement, les événements qui viennent bouleverser sa vie ne semblent pas la rapprocher de Will. Dans sa jeunesse, Karen a vraisemblablement vécu une expérience traumatique qui l’a rendue claustrophobe, aussi elle refuse de pénétrer dans le labyrinthe qui s’est formé dans sa maison. Elle entreprend un travail d’édition, contactant de nombreux auteurs, comme Stephen King, Stanley Kubrick ou Jacques Derrida, à qui elle envoie le Navidson Record pour obtenir des avis extérieurs.

#### Tom Navidson
Tom est le frère jumeau de Will, mais ils ne sont pas proches. Charpentier addict à la drogue, il a moins bien réussi que son frère dans sa vie personnelle et professionnelle. Will le contacte après huit ans d’éloignement lorsqu’il constate que sa maison est plus grande à l’intérieur qu'à l’extérieur. Tom passe une nuit seul dans le labyrinthe, et enregistre des images de documentaire, retranscrites partiellement avec certaines de ses communications radio dans la partie du roman qui s’appelle “Histoire de Tom”. Ce passage est présenté comme “une histoire éclectique, tantôt drôle, tantôt bizarre, pensées égrenées dans l’atrocité des ténèbres”.

#### Billy Reston
Billy est ingénieur, c’est un ami de Will, qu’il sollicite pour trouver une explication rationnelle aux étrangetés de la maison. Devenu paraplégique à la suite d'un accident de machinerie en Inde, il se déplace en fauteuil. Will, présent lors de l’accident, a pris une photo de son ami quelques secondes avant qu'il n'ait lieu. Billy garde cette photo sur lui pour se rappeler la chance qu’il a d’être encore en vie. Il finit par suivre Will dans le labyrinthe, lorsque la maison prend des dimensions extrêmes et que ce dernier a grand besoin d’aide.

#### Holloway Roberts
Will fait appel à lui pour s’aventurer dans le labyrinthe en sécurité. C’est un explorateur accompli originaire du Wisconsin qui a mené à bien un grand nombre d’expéditions dangereuses. Lors des missions qu’il mène dans le labyrinthe, il s’équipe d’un arsenal divers, comprenant matériel de spéléologie et arme à feu. Avec ses hommes, il parvient à descendre l’Escalier en Spirale, mais la descente affecte sa santé psychologique et aura des effets sur son comportement.

#### Personnages mineurs duNavidson Record
Kirby 'Wax' Hook : Guide de Holloway, cela fait trois ans qu’il l’accompagne lors de ses expéditions. Agé de 26 ans, c’est un véritable “prodige de l’escalade”, aussi à l’aise sur la crête des montagnes que dans les grottes sous-terraines.
Jed Leeder : Holloway fait appel à lui pour explorer le labyrinthe. À 33 ans, c’est un randonneur et un escaladeur chevronné, doté d’un sens de l’orientation hors-pair et d’une grande endurance.
Chad et Daisy Navidson : Ce sont les enfants de Will et Karen. Chad, l’aîné, devient de plus en plus solitaire au fur et à mesure que son père explore le labyrinthe. Sa petite sœur, elle, souffre temporairement d’écholalie.

## Réception
Les recensions francophones, nombreuses, sont très contrastées, entre enthousiasme, déception et rejet : « le projet mallarméen d'un livre total, savoureux mais bourratif »,,,,,,,.
Il est nommé pour le prix Bram-Stoker du meilleur premier roman 2000.

## Éditions

### Version française et récompense
- La Maison des feuilles, trad. de l'anglais (États-Unis) par Christophe Claro, éd. Denoël, coll. « Et d'ailleurs », broché, 752 (XXIX-709) p., 2002  (ISBN 2-207-25200-0) [ (ISBN 978-2-207-25200-0)] ; réimpr. 2004, 2007 ; rééd. 2013,  (ISBN 978-2-207-11536-7) [ (ISBN 2-207-11536-4)]

Pour cette traduction, Christophe Claro a reçu en 2003 le prix Maurice-Edgar Coindreau de la SGDL.
- La Maison des feuilles, Édition Remasterisée Couleurs, trad. de l'anglais (États-Unis) par Christophe Claro, éd. Monsieur Toussaint Louverture, broché, 720 (XXVI-694) p., 2022  (ISBN 9782381960647) [ (ISBN 978-2-207-25200-0)].